# 科林斯 (沃克縣)
科林斯（英語：Corinth）是位於美國阿拉巴馬州沃克縣的一個非建制地區。該地的面積和人口皆未知。

## 地理
科林斯的座標為33°47′06″N 87°12′12″W / 33.78500°N 87.20333°W，而該地的平均海拔高度為101米（即331英尺）。